# Gustavo Fernández Balbuena
Gustavo Fernández Balbuena (Madrid, 5 de marzo de 1888- en el mar 14 de noviembre de 1931), arquitecto y urbanista español. Desarrolló su actividad profesional especialmente en Madrid.

## Biografía
Nació en 1888 Nació en Madrid. Hijo de militar, estudia el bachillerato en el Instituto Cardenal Cisneros de Madrid, ingresando en 1906 en la Escuela Superior de Arquitectura de la capital, donde obtiene el título de arquitecto en 1914. Dos años más tarde, contrae matrimonio con Asunción Balbuena Alonso. De esta unión nacerían cinco hijos. El último, Leopoldo, recibió el nombre de su padrino, el arquitecto Leopoldo Torres Balbás. En 1931, cuando hacia un crucero a Palma de Mallorca, desapareció en el mar Mediterráneo frente a la Costa de Andraix.

## Carrera profesional
Antes de titularse colabora como topógrafo en el Ayuntamiento de Madrid, y una vez licenciado trabaja de arquitecto municipal en Ribadavia, Orense (1914), así como en el Ministerio de la Gobernación (1914). En 1917, mientras ejerce como arquitecto interino de Hacienda en Lérida, se le encarga por el Ministerio de Instrucción Pública la redacción el Catálogo Monumental y Artístico de Asturias, al que dedica dos años.
También fue arquitecto del Catastro en Zamora (1919). Simultáneamente, realiza trabajos de arquitectura en distintas ciudades como León, Sevilla y Madrid, y participa en el Concurso para el edificio del Círculo de Bellas Artes de Madrid. Su labor más relevante le llega al acceder al puesto de Arquitecto Municipal del Ayuntamiento de Madrid en 1919, y por su colaboración en la Sociedad Central de Arquitectos, SCA, siendo en 1918 el fundador y primer director de la revista Arquitectura. En esta doble vertiente se encarga de una serie de actividades entre las que destacan el Proyecto de un gran Parque Lineal, a orillas del río Manzanares, y su participación, como asesor, en el Concurso de Anteproyectos para la urbanización del extrarradio madrileño (1929), o la organización, por encargo de la Sociedad Central de Arquitectos, del X Congreso Nacional de Arquitectura y I de Urbanismo (1926).
La faceta urbanística de Balbuena es la que más ha influido en la historia de Madrid. Su proyecto del Parque Lineal en la zona Sur de Madrid ha sido una constante referencia en el urbanismo madrileño. El trabajo, que nace como parte del no aprobado Plan de Extensión de Madrid del año 1926, lo rescataría después el Ayuntamiento con el fin de llevarlo a cabo. Su sentido de la planificación urbanística es recogido en muchas de las propuestas presentadas por los participantes en el Concurso Internacional para la Extensión de Madrid de 1929, y vuelve a aparecer, prácticamente sin cambios, en el Plan General de Extensión de 1931. Antes y después de la República, incluso pasada la Guerra Civil, las actuaciones urbanísticas cercanas al Manzanares siguieron las directrices marcadas por él.
Fruto de la aprobación en 1924 del Estatuto Municipal organiza, en 1926 y desde la Sociedad Central de Arquitectos, el I Congreso Nacional de Urbanismo. El Congreso, además de analizar el Estatuto, se dedicó a estudiar su repercusión en la vida urbanística del país. Al tiempo y por empeño de su organizador, se examina, por vez primera en España, la realidad urbanística de sus municipios. Las conclusiones del Congreso fueron recogidas por Balbuena en el libro Trazado de ciudades, que contiene sus ideas sobre el urbanismo, y cómo debe ser enseñado en las Escuelas de Arquitectura, al tiempo que recoge las distintas normas extranjeras sobre la materia y un estudio de la realidad urbanística española. Publicado en 1931, de haber visto la luz en 1926, habría sido el primer libro de urbanismo en castellano.
Dentro de su obra arquitectónica destacan el Casino de León (1919) que construye en la misma época que comienza los hoteles del Parque Urbanizado que linda con Serrano, la casa vaquería de Francos Rodríguez (1925), el bloque de casas de Miguel Ángel, 18-24 (1925) y el edificio de Almagro (1928), terminado, como dos de sus mejores viviendas unifamiliares, las de Serrano 132 y la de Valdivia 4, por los arquitectos Sánchez Arcas y Luis Lacasa.

## Obras
- Casino de León, León, 1919;
- viviendas unifamiliares en la calle Pinar n.º 18 y 18 bis, Madrid, 1920;
- viviendas unifamiliares en la calle Pedro de Valdivia n.º 20 y 22, Madrid, 1923;
- edificio de viviendas en la calle Serrano n.º. 85, Madrid, 1923;
- viviendas unifamiliares en la calle Serrano n.º 99 y 101, Madrid, 1925;
- viviendas unifamiliares en la calle Serrano n.º. 134 y 136, Madrid, 1925;
- edificio de viviendas en la calle Miguel Ángel n.º 18, 20, 22 y 24, Madrid, 1925;
- edificio de viviendas en la calle Francos Rodríguez n.º 42, Madrid, 1925;
- edificio de viviendas en la calle Alberto Boch n.º 3, Madrid, 1926;
- edificio de viviendas en la calle Conde de Aranda n.º 21, Madrid, 1926;
- edificio de viviendas en la calle Almagro n.º 5, Madrid, 1928;
- vivienda unifamiliar en la calle Serrano n.º 132, Madrid, 1928;
- vivienda unifamiliar en la calle Pedro de Valdivia n.º 4 (des.), Madrid, 1928;
- casa de viviendas en la calle Andrés Tamayo n.º 10 (des.), Madrid, 1928;
- fábrica de Automóviles SEFA, (des.), Madrid, 1928.